# Nemoria planuscula
Nemoria planuscula är en fjärilsart som beskrevs av Ferguson 1969. Nemoria planuscula ingår i släktet Nemoria och familjen mätare. Inga underarter finns listade i Catalogue of Life.